# Hippokrates ed

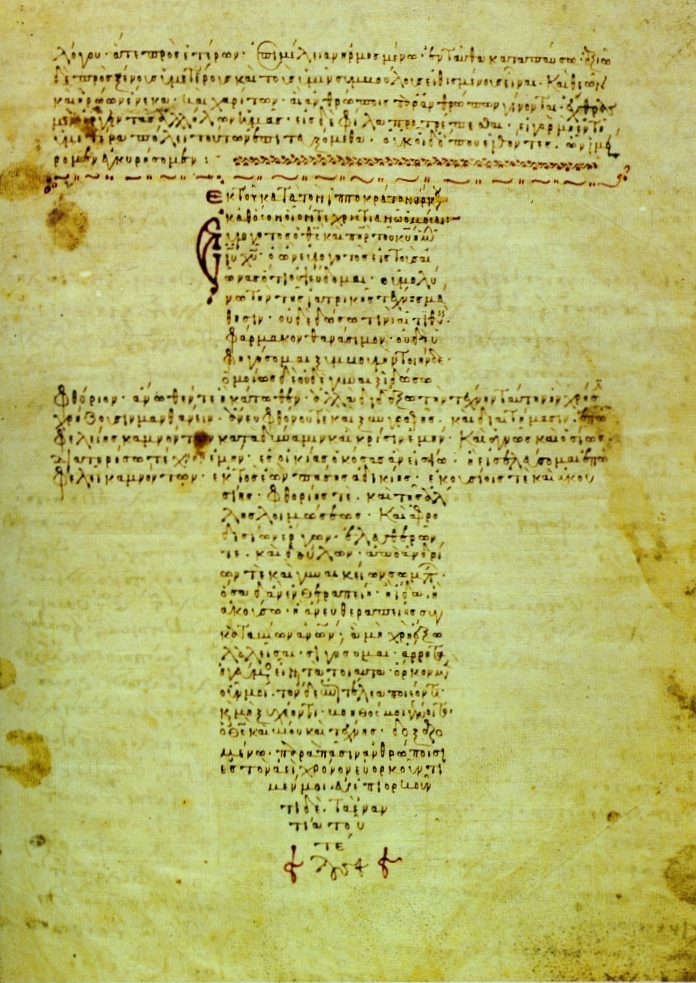
Gammal handskrift av Hippokrates ed.

Hippokrates ed eller läkareden är en deontologisk ed som attribuerats till Hippokrates som traditionellt avläggs av läkare och tandläkare.  "Läkareden" förekommer i  reviderad form i Sverige, samtidigt som det förutsätts att läkarna följer de anvisningar som utges av Socialstyrelsen. I Sverige slutade denna läkared att praktiseras 1886.

## Eden på svenska
Jag svär vid Apollon, läkaren, vid Asklepios, vid Hygieia och Panakeia samt vid alla gudar och gudinnor, tagande dem till vittne att jag så vitt jag förmår och mitt förstånd räcker skall hålla denna min ed och denna min förpliktelse.
Den som lärt mig denna konst skall jag akta lika högt som mina föräldrar, dela med honom vad jag äger och vid behov hjälpa honom; hans söner skall jag anse som mina bröder, och om de önskar lära denna konst skall jag undervisa dem däri utan lön eller förbindelse. Föreskrifter, muntliga föredrag och allt vad till undervisningen hör skall jag meddela mina och min lärares söner samt de lärjungar som avgivit skriftlig och edlig förpliktelse enligt läkarbruk, men icke åt någon annan.
Efter förmåga och omdöme skall jag vidtaga dietetiska anordningar till gagn för de sjuka, och vad som kan skada eller göra dem ont skall jag söka avvärja. Jag skall icke ge någon gift, om man ber mig därom, ej heller råda någon till dylikt: ej heller skall jag ge någon kvinna fosterfördrivande medel. I renhet och fromhet vill jag tillbringa mitt liv och utöva min konst. Stensnitt skall jag förvisso icke göra, utan överlåta denna praktik åt dem som därmed befattar sig.
I de hus där jag ingår vill jag ingå till fromma för de lidande och hålla mig fjärran från varje medveten fördärvbringande orättrådighet, särskilt från könsligt umgänge med kvinnor och män, såväl fria som slavar.
Vad jag under utövandet av mitt yrke eller under umgänget med människor utom yrket sett eller hört, och som möjligen är av beskaffenhet att ej böra utspridas, skall jag förtiga och anse som om det vore osagt.
Håller jag nu denna min ed och ej bryter däremot, så må det vara mig förunnat att njuta av livet och min konst, alltid och av alla ärad och aktad! Överträder jag den och blir menedare, så må motsatsen bli min lott!